# Euro Interbank Offered Rate

Tägliche 1-Wochen- (grün), 3-Monats- (blau), 1-Jahres- (rot) Euribor-Kurse seit der Einführung am 1. Januar 1999

Euro InterBank Offered Rate (EURIBOR) ist der weltweit wichtigste Referenzzinssatz für unbesicherte Termingelder in Euro im Interbankengeschäft, seit 1. Januar 1999 an Bankarbeitstagen für die Laufzeiten 1 Woche, 2 und 3 Wochen und die zwölf monatlichen Laufzeiten von 1 Monat bis 12 Monaten ermittelt. Seit dem 1. November 2013 werden nur noch die Werte für die Laufzeiten 1 Woche, 2 Wochen, 1 Monat, 2, 3, 6, 9 und 12 Monate veröffentlicht.

## Geschichte
Im Januar 1998 haben die Verbände der Kreditwirtschaft in Brüssel mit dem „EURIBOR-Code of Conduct“ die Rechtsgrundlage für den gemeinsamen Referenzzinssatz EURIBOR geschaffen. Danach löste der EURIBOR ab 1. Januar 1999 die national ermittelten Referenzzinssätze – wie den FIBOR (Frankfurt Interbank Offered Rate) – ab und wurde somit zum Interbankensatz der EWU-Zone. Zugleich war der EURIBOR vom ACI als Alternative zum LIBOR geplant. Koordiniert wird das ganze vom European Money Markets Institute (EMMI). 

## Ermittlung
Geschäftstäglich (es gelten die Bankarbeitstage des TARGET2-Systems) melden zurzeit 19 EURIBOR-Panel-Banken, darunter zwei deutsche Banken, bis 10:00 Uhr Brüsseler Zeit Transaktionsdaten des Vortags an die neuseeländische Firma Global Rate Set Systems, die die Durchschnittssätze ermittelt. 
| Sitzstaat              | Bank                                                                            |
| ---------------------- | ------------------------------------------------------------------------------- |
| Österreich             | Raiffeisen Bank International AG                                                |
| Belgien                | Belfius                                                                         |
| Frankreich             | BNP Paribas HSBC Continental Europe Natixis Crédit Agricole SA Société Générale |
| Deutschland            | Deutsche Bank DZ Bank                                                           |
| Italien                | Intesa Sanpaolo UniCredit                                                       |
| Luxemburg              | Banque et Caisse d'Épargne de l'État                                            |
| Niederlande            | ING Bank                                                                        |
| Portugal               | Caixa Geral De Depósitos (CGD)                                                  |
| Spanien                | Banco Bilbao Vizcaya Argentaria Banco Santander CECABANK CaixaBank S.A.         |
| Vereinigtes Königreich | Barclays                                                                        |

Bis zum 30. Juni 2014 wurde dies durch den Informationsanbieter Thomson Reuters durchgeführt. Die Durchschnittssätze werden auf Reuters (früher Moneyline Telerate, davor Bridge Telerate Seite 248) um 11:00 Uhr mit drei Nachkommastellen veröffentlicht (siehe die Reuters-Seite „EURIBOR01“ und der Reuters-RIC „EURIBOR=“). Für die Berechnung fließen die 15 % der höchsten und die 15 % der niedrigsten gemeldeten Zinssätze nicht in die EURIBOR-Berechnung ein. Dies soll dazu führen, dass Zinsausreißer nicht den Markt verfälschen. Für die Zinsberechnung gilt die Zinsberechnungsmethode actual/360.
Im Wirtschaftsteil der Tageszeitungen wird der EURIBOR täglich veröffentlicht und steht online über Reuters zur Verfügung.

## Verwendung
Hochrechnungen zufolge wird dieser als Referenzzinssatz bei Verträgen im Gegenwert von über 180 000 Mrd. Euro festgeschrieben. Obwohl diese Verträge hauptsächlich Zinsswaps umfassen, fungieren sie auch als Bezugspunkt für Retail-Hypothekarkredite im Gesamtvolumen von mehr als 1 Billion Euro.
Der EURIBOR ist einerseits eine wichtige Bezugsgröße für kurzfristige Kredite, andererseits auch für die Anlage von Festgeldern eine wichtige Information, um mit der Bank über die Höhe des Festgeldzinses sicher verhandeln zu können. Banken verleihen so genanntes Eurogeld für 1, 2, 3 bis 6 Monate zu EURIBOR zuzüglich einem Aufschlag (üblich sind zwischen 0,5 und 2 Prozentpunkte Aufschlag zum EURIBOR-Zinssatz).
Außerdem wird der EURIBOR häufig als Referenzzins bei variabel verzinslichen Anleihen und bei Swaps verwendet.
Zusätzlich zum EURIBOR gehören zu den bedeutenden Referenzzinssätzen der LIBOR sowie die Prime Rate von Kreditinstituten in England und den USA, ebenso wie andere Zinssätze im Interbankenhandel.

## Manipulation
Im Oktober 2011 gab die Europäische Kommission bekannt, wegen Manipulationsverdachts gegen mehrere europäische Großbanken zu ermitteln. Es besteht der Verdacht, dass es im Zusammenhang mit auf dem EURIBOR beruhenden derivativen Finanzprodukten zu einer Kartellbildung gekommen sei.
Als eines der beschuldigten Geldinstitute bekannte sich im April 2015 auch die Londoner Tochter der Deutschen Bank schuldig und wurde verurteilt, Strafen in Höhe von rund 2,5 Mrd. US$ zu zahlen.